# 四氢金雀花碱
四氢金雀花碱是一种有机化合物，化学式为C11H18N2O，可由金雀花碱在二氧化铂催化下氢化得到。它在四氢呋喃中可以被氢化铝锂还原为脱氧四氢金雀花碱。它和苄溴在碳酸钾存在下于丙酮中反应，可以得到3-苄基四氢金雀花碱。